# Pheucticus chrysogaster
Pheucticus chrysogaster é uma espécie de ave da família Cardinalidae.
Pode ser encontrada nos seguintes países: Colômbia, Equador, Peru, Trinidad e Tobago e Venezuela.
Os seus habitats naturais são: florestas secas tropicais ou subtropicais, regiões subtropicais ou tropicais húmidas de alta altitude, matagal árido tropical ou subtropical e florestas secundárias altamente degradadas.